# Пестроглазка Лариса
Пестроглазка Лариса, или бархатница лариса, (лат. Melanargia larissa) — вид дневных бабочек из семейства Бархатницы.

## Этимология названия
Larissa (греческий) — Лариса, город в Фесалии (Греция).

## Описание
Длина переднего крыла самцов 25—30; самок 26—33 мм. Вид характеризуется значительной индивидуальной изменчивостью крылового рисунка. Крыловой рисунок на верхней стороне крыльев образован обширными полями чёрного цвета с нерезкими границами на кремовом или желтоватом фоне. Тёмные прикорневые поля широкие, занимают собой не менее трети крыла. Дискальное пятно на переднем крыле со светлой серединой, центральная ячейка пересекается тонкой поперечной изломанной линией. Базальная часть центральной ячейки всегда затемнена в той или иной степени. Зигзагообразная антемаргинальная линия на обоих крыльях соприкасается с широкой чёрной постдискальной перевязью, на фоне которой располагаются глазчатые пятна: в ячейке М1-М2 переднего и во всех ячейках, кроме М2-М3, заднего крыла. На верхней стороне крыльев часть глазчатых пятен теряется на чёрном фоне, на нижней стороне крыльев они выражены более чётко. Заднее крыло на нижней стороне со светло-серой дискальной перевязью, снаружи и изнутри ограниченной четкими изломанными линиями. Бахромка крыльев белого цвета, с тёмными штрихами против жилок. Половой диморфизм выражен слабо: самки окрашены несколько темнее, в светлом фоне крыльев более выражен жёлтый оттенок.

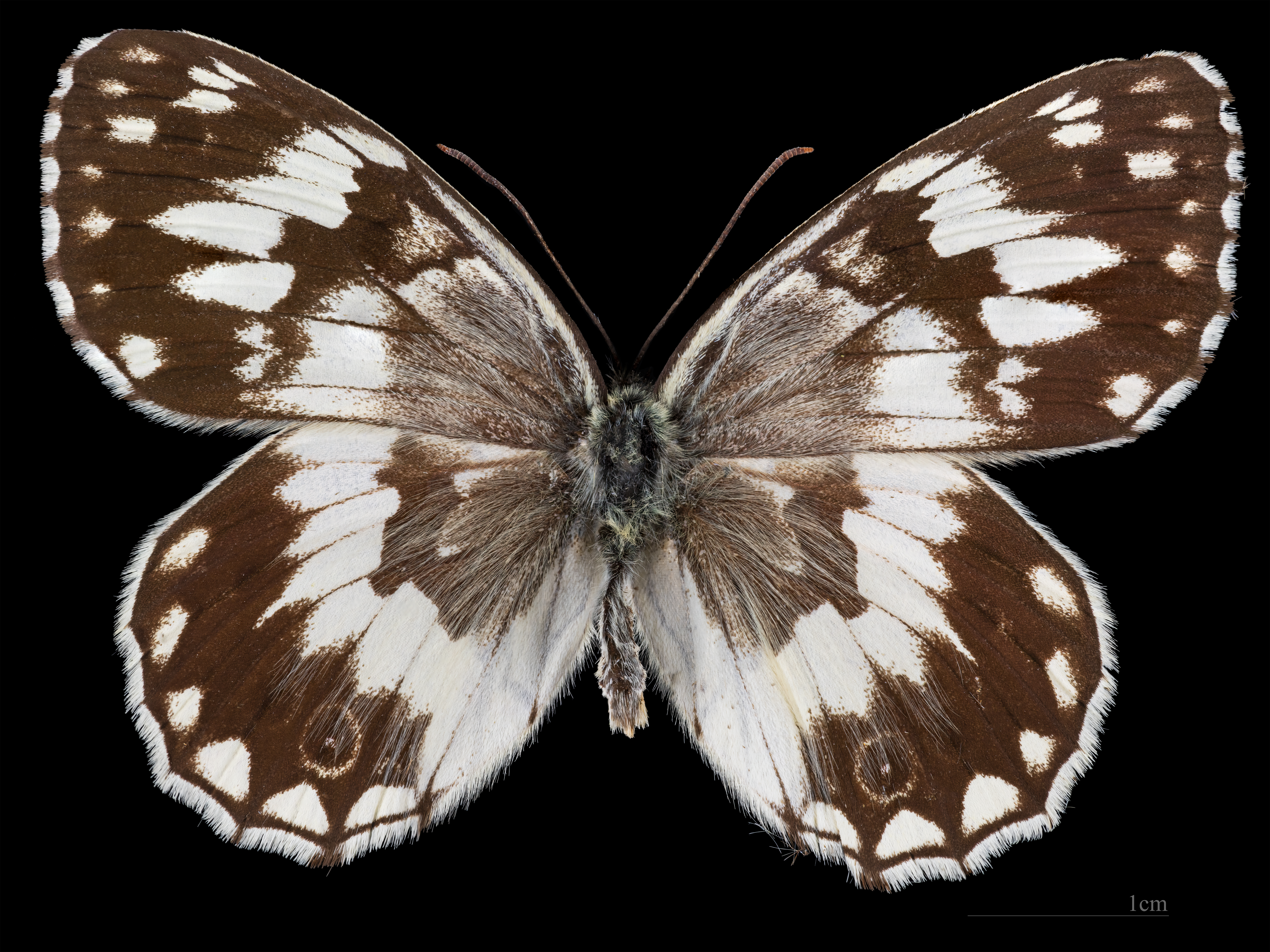
Melanargia larissa ♂
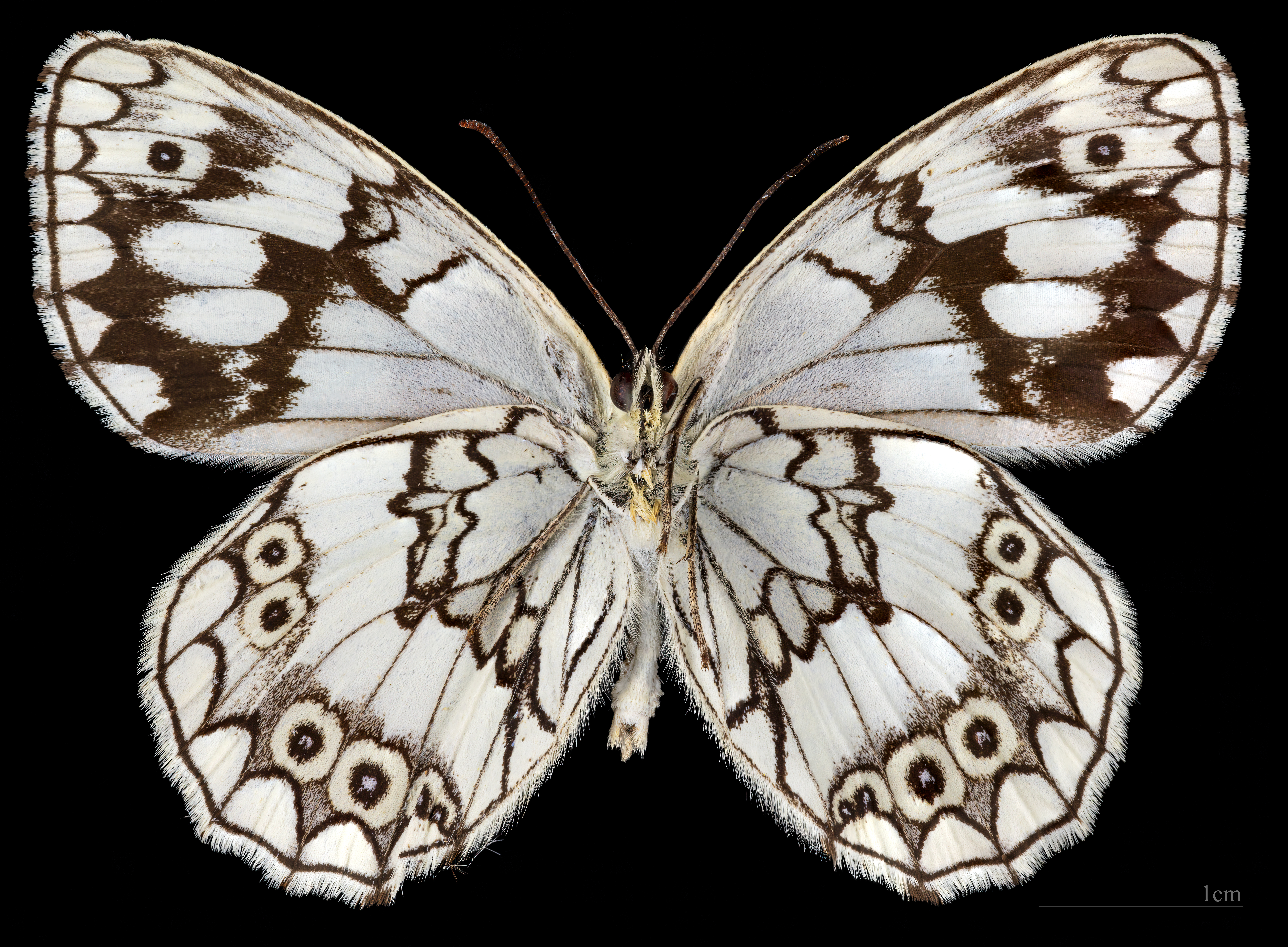
Melanargia larissa ♂  △
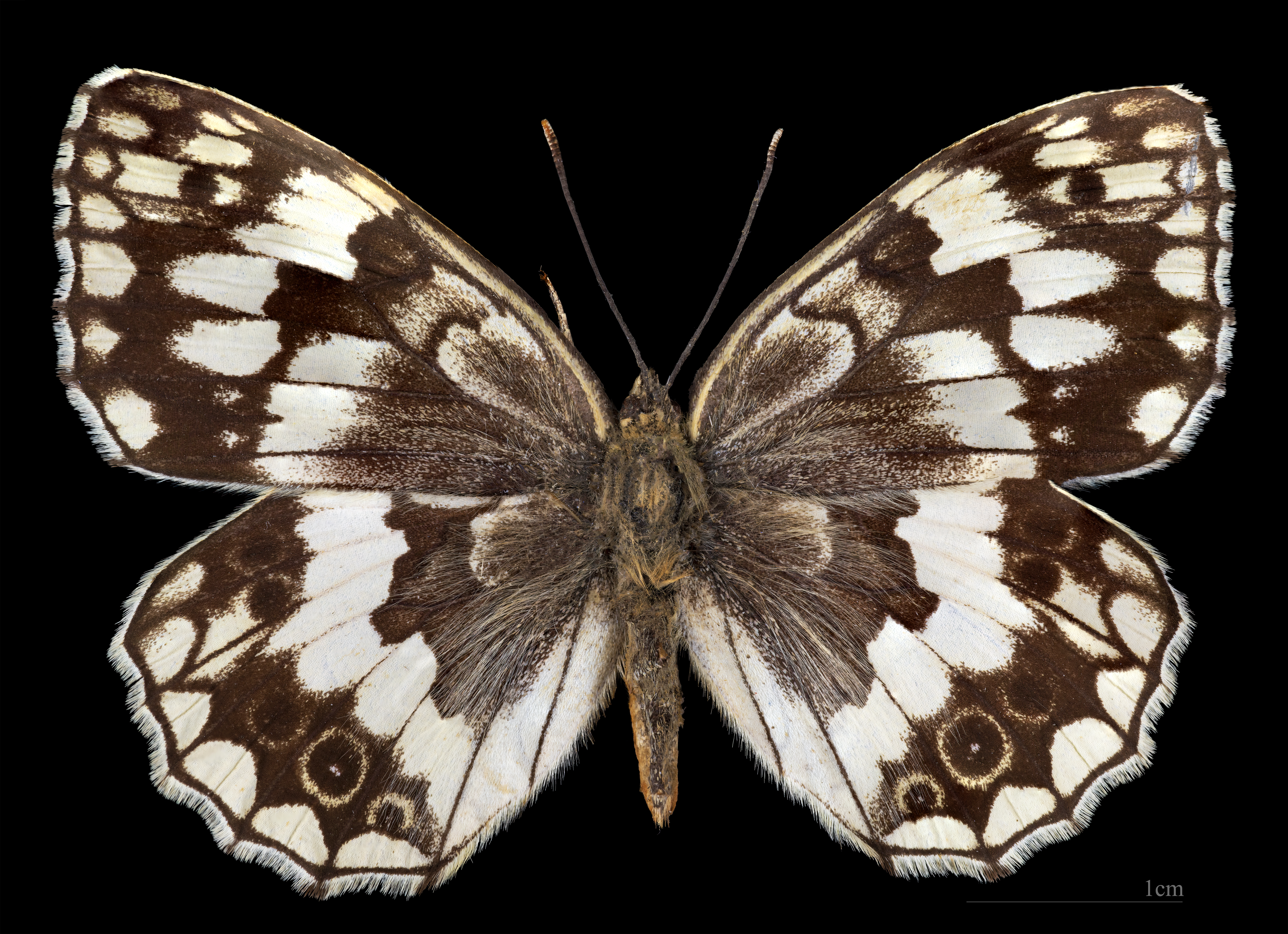
Melanargia larissa  ♀
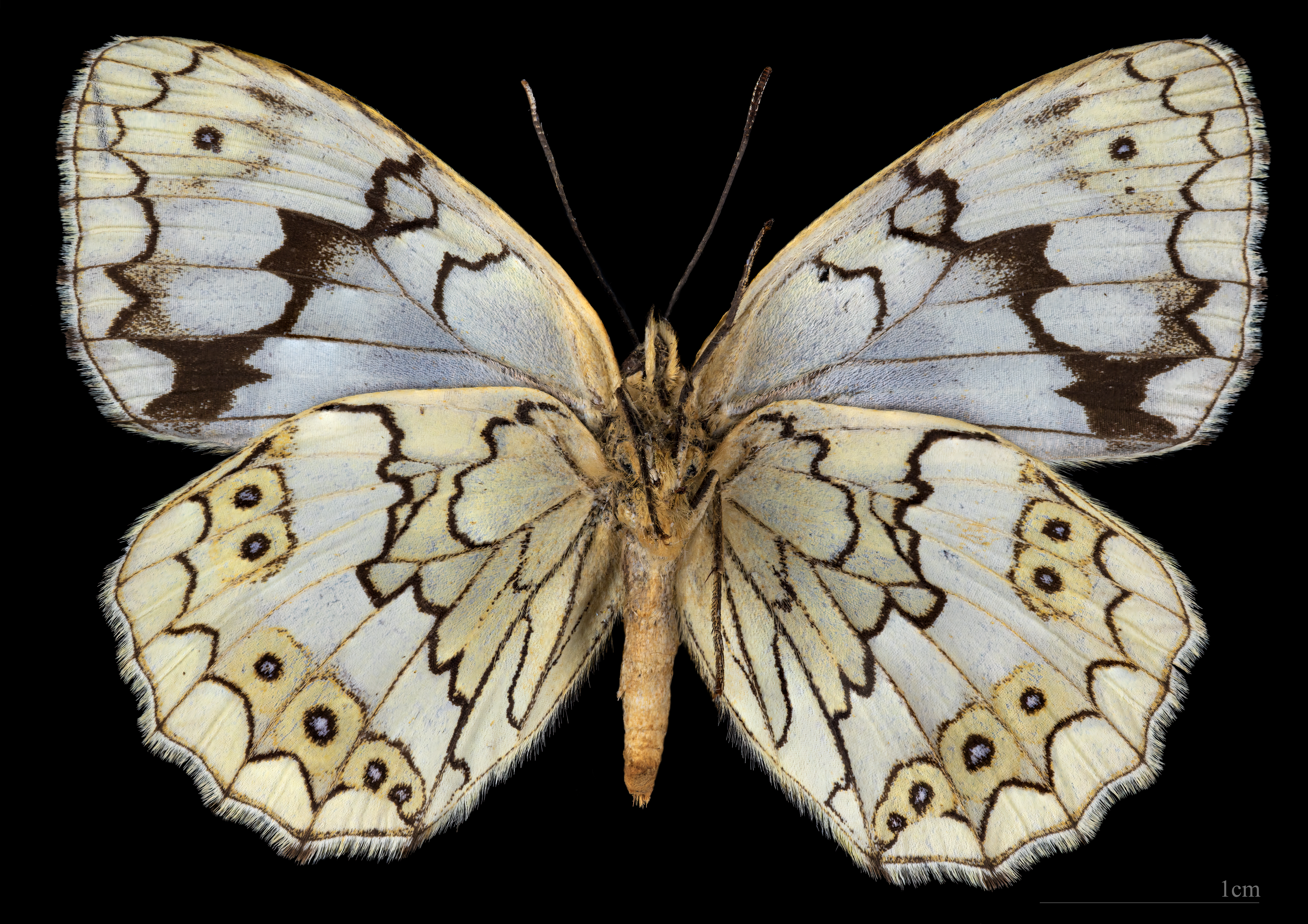
Melanargia larissa  ♀ △

## Ареал и места обитания
Балканский полуостров, Малая Азия, Северо-Западный Иран, Дагестан, Армения, Азербайджан и Грузия. В Закавказье встречается локально, преимущественно в аридных редколесьях и в других ксероморфных фитоценозах (гамада, фригана, шибляк, трагакантники) на известковистых почвах.
Населяет сухолюбивые редколесья и участки горной степной растительности с зарослями колючих кустарников на высотах от 300 до 1700 метров над уровнем моря.

## Биология
Развивается в одном поколение за год. Время лёта с середины июня до первой половины августа. Самцы активно ищут сидящих на травянистой растительности самок. Бабочки активно питаются на цветущих растениях — различных чертополохах и скабиозе. Самки откладывают яйца поштучно на основания стеблей злаковых или на почву. Стадия яйца длится 7—10 дней. Кормовые растения гусениц — злаки (Роа и др.). Кормиться гусеницы начинают только лишь поздней осенью или ранней весной. Зимуют на первом возрасте. Окукливаются в легком коконе на почве.